# Superreus

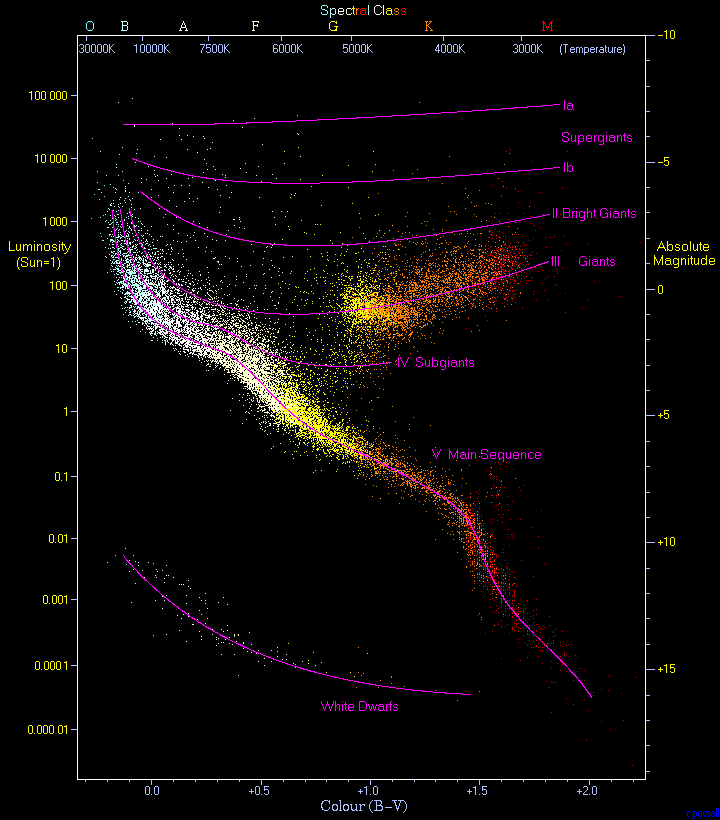
Het Hertzsprung-Russelldiagram met de verschillende lichtkrachtklassen van sterren

Een superreus is een klasse van de meest lichtsterke en massieve sterren. Superreuzen bevinden zich in de bovenste regionen van het Hertzsprung-Russelldiagram met absolute magnitudes tussen ongeveer -3 en -9, met een maximum van 300.000 keer de lichtsterkte van de zon, met oppervlaktetemperaturen tussen 3500 en 20 000 kelvin. De allerhelderste superreuzen noemt men ook wel hyperreus. Wanneer een ster een superreus is, wordt dat in het spectrum aangegeven met een c of, verfijnder, met aanduidingen als Ia–0 (extreem heldere superreus), Ia (heldere superreus), Ib (zwakkere superreus) of II ("heldere reus": overgang naar reuzensterren). Er bestaan blauwe, gele en rode superreuzen.

## Definitie
De term superreus, waarmee een ster bedoeld wordt, heeft niet een eenduidige definitie. De term reuzenster werd in gebruik genomen door Ejnar Hertzsprung toen het duidelijk werd dat het gros van sterren aan de hemel in twee categorieën valt op het HR diagram. Een categorie voor grotere en lichtsterkere sterren van spectraaltypen A tot M werden reuzensterren genoemd. Bij nader onderzoek kwam men tot de ontdekking dat sommige van deze sterren, omdat er geen parallax waar te nemen viel, vele malen groter en lichtsterker waren dan de hoofdmoot, waarop de term superreus in gebruik genomen werd.

### Spectrale klasse en lichtkracht

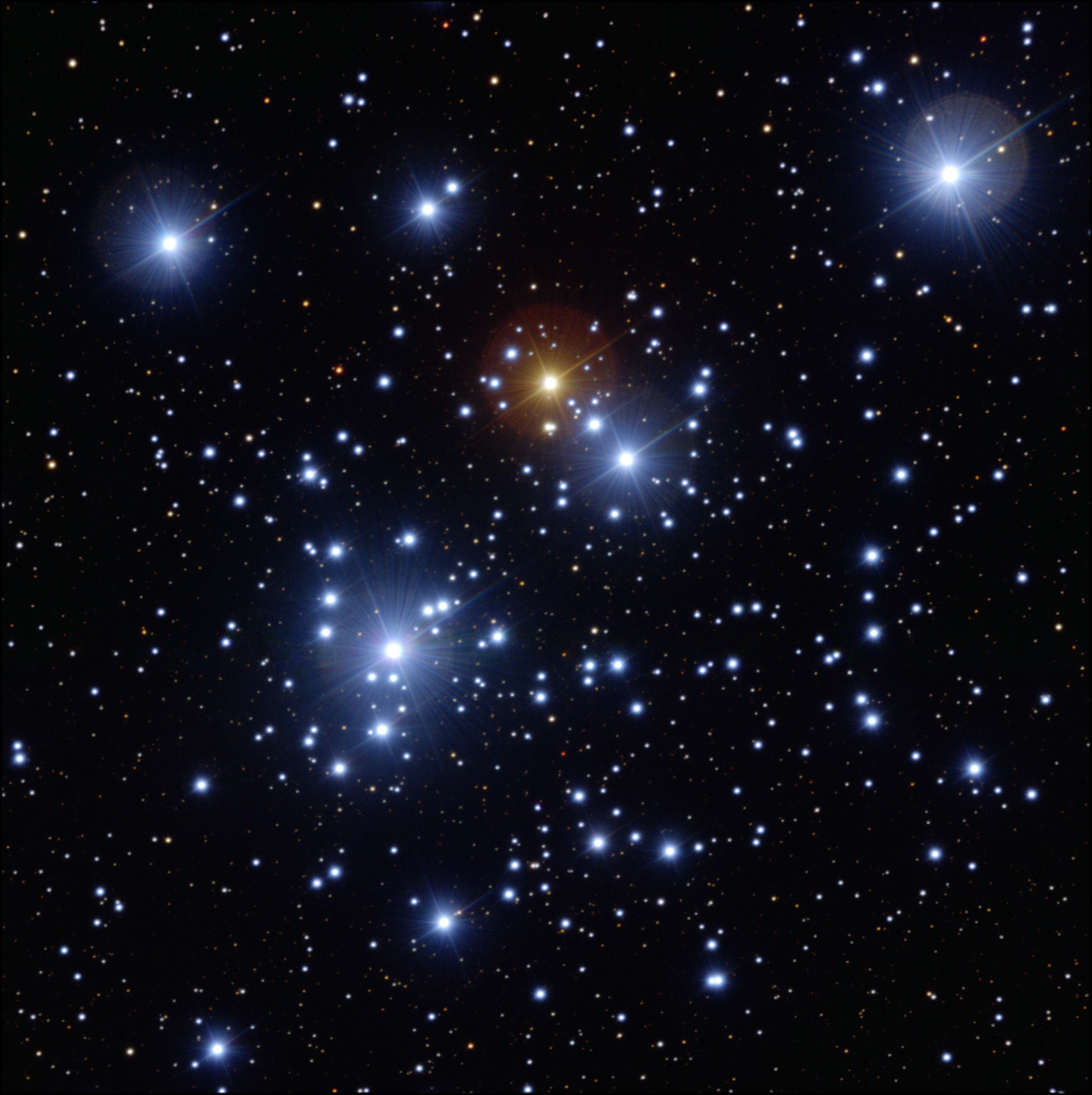
De vier felste sterren in NGC 4755 zijn blauwe superreuzen, met een rode superreus in het midden.

Superreuzen worden geïdentificeerd aan de hand van hun spectra, met specifieke spectraallijnen die gevoelig zijn voor hoge lichtkracht en een lage oppervlaktezwaartekracht. In 1897 heeft wetenschapster Antonia Maury sterren onderverdeeld aan de hand van de breedte van de spectraallijnen, waarbij haar "c"-klasse de dunste lijnen had. Alhoewel het toentertijd niet bekend was, waren dit de lichtkrachtigste sterren. In 1943 hebben William Wilson Morgan en Philip Childs Keenan de definitie van spectraalklassen gedefinieerd, waarbij klasse I de superreuzen werd. Ditzelfde MK-systeem wordt ook vandaag de dag nog gebruikt, met wat verfijningen erop toegepast aan de hand van de verbeterde spectrale resolutie van moderne apparatuur. Superreuzen komen voor in al de spectraalklassen van jonge blauwe O-type sterren tot ver geëvolueerde M-type superreuzen. Omdat ze groter zijn vergeleken met hoofdreekssterren en reuzensterren van dezelfde spectraalklasse, hebben ze een zwakkere oppervlaktezwaartekracht en worden veranderingen in de lijnprofielen waargenomen. Superreuzen hebben ook een groter metaalgehalte dan sterren op de hoofdreeks. Rode superreuzen hebben, omdat hun temperatuur lager is, een groter oppervlak nodig om dezelfde hoeveelheid energie uit te stralen dan blauwe. Rode superreuzen ontstaan echter door het uitdijen van blauwe superreuzen en zijn daardoor meestal groter, enkele honderden malen de diameter van de zon, waardoor ze hun helderheid behouden. Ze dijen uit doordat de kern van de ster steeds heter wordt naarmate de ster ouder wordt, vanwege de stellaire nucleosynthese van steeds zwaarder gevormde scheikundige elementen in hun kern.
Bovenop de verandering van de spectraallijnen door de kernfusieproducten en de lage zwaartekracht op het oppervlak, hebben de meest lichtsterke sterren een groot constant massaverlies en worden hierdoor omgeven door grote wolken van uitgestoten materie, wat spectraallijnen, P Cygni profielen en verboden lijnen kunnen produceren. Het Morgan Keenan (MK) systeem verdeeld gigantische sterren in de lichtkrachtklassen als: Ib for superreuzen;, Ia voor felle superreuzen; en 0 (nul) of Ia+ voor hyperreuzen. In de praktijk zijn het fluïde overgangen en geen duidelijke afbakeningen. Ook worden classificaties als Iab toegekend voor tussenliggende superreuzen. De spectra van superreuzen hebben vaak ongewone eigenschappen.

### De superreus als levensfase gedefinieerd
Een superreus kan ook worden gedefinieerd als een specifieke fase in de levensevolutie van bepaalde sterren. Sterren met een initiële massa boven zo'n 8 tot 10 M☉ starten kernfusie van helium snel en gemakkelijk nadat het waterstof uit de kern is verbruikt. Hierna worden ook zwaardere elementen gefuseerd totdat ze een ijzeren kern ontwikkelen. Hierna zal de kern ineenstorten en een type 2 supernova produceren. Wanneer deze gigantische sterren de hoofdreeks verlaten, zet de atmosfeer flink uit en krijgen ze de duiding superreus. De sterren met een initiële massa onder 10 M☉ zullen nooit een kern van ijzer kunnen vormen en worden in evolutionaire termen ook geen superreus, hoewel ze een absolute magnitude van duizenden maal die van de zon kunnen bereiken. Ze zijn niet in staat om koolstof of zwaardere elementen te fuseren nadat het helium in de kern is verbruikt, dus verliezen ze uiteindelijk gewoon het steromhulsel en laten de kern achter in de vorm van een witte dwerg. De levensfase waarin deze sterren zowel waterstof als helium in schillen hebben fuseren heet de asymptotische reuzentak, waarop de sterren langzaam een steeds fellere klasse M ster worden. Sterren met een massa tussen 8 en 10 M☉ kunnen voldoende koolstof fuseren in de kern op de asymptotische reuzentak om een kern van zuurstof en neon te produceren. Deze sterren zijn dan in staat een elektronenvangst-supernova te produceren, maar astrofysici categoriseren deze sterren als super-asymptotische reuzen en niet als superreus.

### Categorisatie van geëvolueerde sterren
Er zijn verscheidene categorieën van geëvolueerde sterren die niet de term superreus krijgen maar wel spectrale eigenschappen vertonen van de superreuzen, of die lichtkracht hebben die vergelijkbaar is met die van een superreus:
Sterren van de asymptotische reuzentak en post-asymptotische zijn ver geëvolueerde rode reuzensterren met een relatief lage massa. Ze kunnen een lichtkracht hebben die vergelijkbaar is met de massievere rode superreuzen. Deze minder massieve sterren verkeren ook in een andere levensfase (het kernfusieproces in een heliumschil) en hun leven eindigt op een andere manier, als planetaire nevel en niet als supernova. Daarom maken astrofysici onderscheid tussen deze stervormen en zijn het geen superreuzen. De scheidingslijn wordt vaag rond sterren van een massa 7 tot 10 M☉ (dit kan zelfs oplopen tot 12 M☉ bij sommige modellen) waar er elementen zwaarder dan helium beperkt tot kernfusie komen. Specialisten in het onderzoek van deze sterren refereren ernaar met de term superasymptotische reuzentakster, aangezien ze eigenschappen delen met asymptotische reuzentaksterren zoals thermische pulsen. Anderen omschrijven deze sterren als superreuzen van lage massa omdat ze elementen zwaarder dan helium beginnen te fuseren en kunnen exploderen als supernova. Veel verlaters van de asymptotische reuzentak krijgen spectraaltypen met de lichtklasse van een superreus. Zo krijgt de ster RV Tauri een Ia-classificatie  (heldere superreus) hoewel ze minder massief is dan de zon. Sommige asymptotische reuzentaksterren krijgen ook een superreusclassificatie, zoals sommige W Virginis-veranderlijken, sterren bezig met hun blauwe lus veroorzaakt door de thermische pulsen. Ook een klein gedeelte van Mira-veranderlijken en andere sterren, laat op de asymptotische tak, heeft een superreusclassificatie.
Klassieke Cepheïde-veranderlijken krijgen doorgaans de superreusclassificatie, hoewel alleen de meest lichtsterke en massieve ervan ook daadwerkelijk een ijzeren kern ontwikkelen. Het leeuwendeel van deze sterren heeft een gemiddelde massa dat alleen helium in de kern fuseert en zal uiteindelijk ontwikkelen tot een asymptotische reuzentakster. Delta Cephei is hier een voorbeeld van met een lichtkracht van 2000 L☉ en een massa van 4,5 M☉.
Wolf-Rayetsterren zijn ook uitzonderlijk felle sterren van hoge massa, heter dan de meeste superreuzen en kleiner van formaat, hoewel visueel minder fel maar wel lichtsterk vanwege de hoge oppervlaktetemperatuur. Hun spectraaluitslagen worden gedomineerd door helium en andere zwaardere elementen met doorgaans nauwelijks of geen waterstof. Hieraan leidt men af dat deze fase in sterevolutie nog verder moet zijn dan die van een superreus. Zoals asymptotische reuzentaksterren alle rond hetzelfde gedeelte in een Hertzsprung-Russelldiagram te vinden zijn als rode superreuzen, vindt men Wolf-Rayet-sterren in dezelfde buurt als de heetste blauwe superreuzen en hoofdreekssterren.
De massiefste en felste hoofdreekssterren zijn nauwelijks te onderscheiden van de superreuzen waarin ze evolueren. De temperatuur is vrijwel identiek en de lichtkracht is bijna dezelfde. Alleen de nauwkeurigste spectraalanalyse kan aantonen dat de ster van de type-O hoofdreeksster af is geëvolueerd naar de type-O superreus. Zulke vroege type-O superreuzen delen menig eigenschap met de WNLh Wolf-Rayet-sterren en worden ook wel 'slash'-ster genoemd, een tussenliggende tussen de twee types.
Lichtsterke blauwe variabele (LBVs) sterren vallen op dezelfde plek van het HR-diagram als blauwe superreuzen maar worden doorgaans apart geclassificeerd. Het zijn doorgeëvolueerde sterren met een zeer specifieke spectrale veranderlijkheid, waardoor men er geen standaardclassificatie aan dorst te geven. Deze uiterst zeldzame sterren zijn meestal hyperreuzen. LBV's die slechts voor een momentopname of een specifieke periode worden geobserveerd kunnen weleens geclassificeerd worden als hete superreus, of als kandidaat-LBV vanwege de lichtkracht.
Hyperreuzen worden doorgaans als een andere categorie sterren beschouwd dan de superreus, hoewel ze eigenlijk in alle belangrijke opzichten een lichtsterkere variant van de superreus zijn. Het zijn geëvolueerde, uitgezette, zeer massieve en lichtsterke sterren, net als de superreus, maar dan extreem fel en massief. Ze bezitten specifieke eigenschappen vanwege de instabiliteit door het extreme massaverlies en de gigantische lichtkracht. Meestal vertonen alleen de meest doorgeëvolueerde superreuzen de eigenschappen van een hyperreus, ook omdat de instabiliteit toeneemt al naargelang een ster meer massa heeft verloren.

## Eigenschappen

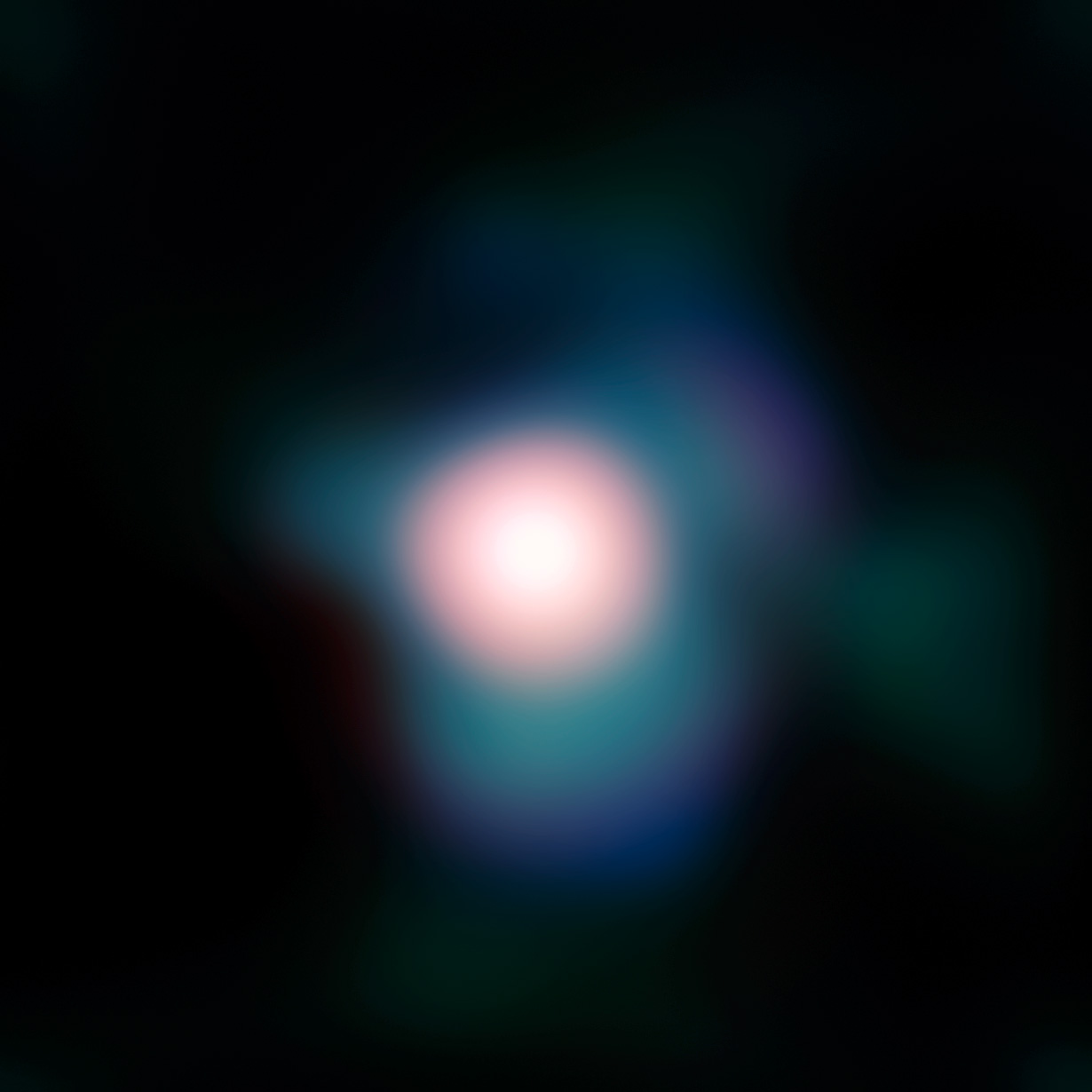
Opname van de ster Betelgeuze, gemaakt door Europese Zuidelijke Sterrenwacht

Superreuzen hebben een massa van 8 tot 12 keer die van de zon en hoger, met een lichtkracht van duizend tot miljoenen keren die van de zon. De straal van deze sterren verschilt sterk, meestal tussen de 30 en 500, of zelfs meer dan 1000 maal de zonneradius. Ze zijn massief genoeg om de kernfusie van helium te starten voordat de heliumkern in ontaarde toestand raakt, zonder een heliumflits en zonder de 'dredge-ups' die plaatsvinden in sterren met lagere massa's. Hierop volgt het fuseren van zwaardere elementen, dikwijls helemaal tot aan het element ijzer. Ook omdat deze sterren zo massief zijn is het uiteindelijke lot de supernova.
De wet van Stefan-Boltzmann stelt dat de relatief koele oppervlakten van rode superreus minder energie per afstandseenheid zullen uitstralen dan die van een blauwe superreus. Hieruit valt ook af te leiden dat voor een bepaalde lichtkracht de rode superreus een stuk groter van formaat zal zijn dan een blauwe. De stralingsdruk limiteert de grootte van de grootste koele superreuzen tot rond 1500 R☉ en de massiefste hete superreuzen tot ongeveer een miljoen L☉ (Mbol rond -10). Sterren dicht op, en incidenteel lager dan deze waarde worden instabiel, gaan pulseren en zullen snel veel massa verliezen.

### Oppervlaktezwaartekracht
De lichtkrachtklasse van de superreuzen wordt toegekend op basis van spectrale eigenschappen die de zwaartekracht van het oppervlak weergeven, hoewel zulke sterren ook onderhevig zijn aan andere factoren, zoals microturbulentie. Superreuzen hebben doorgaans een oppervlaktezwaartekracht van rond de log(g) 2,0 cgs en lager. Statistisch gezien hebben sterren van lichtkrachtklasse II bijna dezelfde oppervlaktezwaartekracht als de doorsnee Ib-superreus. Koelere felle superreuzen hebben een zwakkere oppervlaktezwaartekracht, de lichtsterkste (en instabielste) hiervan zitten rond log(g) nul. De hetere superreuzen, zelfs de felste, hebben een oppervlaktezwaartekracht van ongeveer één, dankzij de hogere massa en kleinere straal.

### Temperatuur
Er zijn superreuzen in de spectrale klassen en verschillen van oppervlaktetemperaturen van de middenmoot type-M rond de 3500 K, tot de heetste type O ster, heter dan 40 000 K. Men vindt doorgaans geen superreuzen nog koeler dan een middelmatig type M. Dit strookt met de theorie, aangezien zulk soort sterren catastrofaal instabiel zou moeten zijn; echter zijn er wel potentieel uitzonderlijke gevallen zoals VX Sagittarii.
Hoewel superreuzen in alle typen O tot en met M voorkomen, is het leeuwendeel spectraaltype B, meer dan alle andere typen bij elkaar. Een veel kleiner opvallende aantallenpiek vindt men bij type G, met zeer lage lichtkracht. Dit zijn sterren van middelmatige massa waarin helium in de kern fuseert, een levensfase die plaatsvindt voordat ze gerekend worden tot de asymptotische reuzentak. Een andere duidelijke aantallenpiek van superreuzen ziet men bij de hoge lichtkracht typen B0-B2. Bij type O9,5 vindt men meer superreuzen dan hoofdreekssterren van dit specifieke type.
Het relatieve aantal van blauwe, gele en rode superreuzen wordt gebruikt als een indicatie van de snelheid van stellaire evolutie en om bestaande modellen te controleren van deze massieve sterren.

### Lichtkracht
De superreuzen liggen min of meer op een horizontale band, en bevolken het gehele bovenste stuk van het Hertzsprung-Russelldiagram, maar er zijn wat variaties bij verschillende spectraaltypen. Deze variaties worden deels veroorzaakt vanwege de verschillende methoden om lichtkrachtklassen toe te wijzen en deels vanwege daadwerkelijke fysieke verschillen in de sterren.
De bolometrische magnitude van een ster is een bepaling van de totale productie van elektromagnetische straling op alle golflengten. Bij uitzonderlijk hete en koude sterren is de bolometrische lichtkracht dramatisch hoger dan de visuele lichtkracht, soms een aantal magnitudes of een factor vijf of meer. Deze bolometrische correctie is ongeveer één magnitude voor middelmatige type B, lage K en hoge type M en neemt toe tot drie magnitudes (een factor 15) voor type O en middelmatige M sterren.
Alle superreuzen zijn groter en feller dan hoofdreekssterren met dezelfde oppervlaktetemperatuur. Dit betekent ook dat hete superreuzen een relatief smalle band
op het HR-diagram vormen boven de felle hoofdreekssterren. Een hoofdreeksster met spectraaltype B0 bezit een absolute magnitude van -5, dit betekent dat alle superreuzen van type B0 stukken feller zijn dan absolute magnitude -5. Bolometrische lichtkrachten voor zelfs maar de zwakste blauwe superreuzen zijn tienduizenden maal die van de zon (L☉). De allerfelsten kunnen meer dan een miljoen L☉ bezitten en zijn vaak instabiele sterren, zoals Alfa Cygni veranderlijken en lichtsterke blauwe variabelen.
De allerheetste superreuzen met hoge O spectraaltypen vindt men in een nauwe reeks met een lichtkracht boven de felle hoge type O uit de hoofdreeks en reuzensterren. Deze sterren krijgen geen aparte onderverdeling in normaal (Ib) en fel (Ia), wel worden er veelal andere spectrale duidingen aan toegevoegd zoals "f" voor stikstof- en heliumemissie.
Een gele superreus kan een stuk minder fel zijn dan een absolute magnitude van -5, met voorbeelden rond de -2 (zoals 14 Persei). Met een bolometrische correctie van ongeveer nul zijn deze sterren slechts een paar honderd maal zo fel als onze zon. Dit betreft echter niet heel massieve sterren, dit zijn sterren van een middelmatige massa met uitzonderlijk lage oppervlaktezwaartekracht, veelal vanwege instabiliteit, zoals de pulsaties van een Cepheïde-veranderlijke. Deze sterren, van middelmatige massa, als superreus geclassificeerd tijdens een relatief lange periode in hun levensevolutie, zijn verantwoordelijk voor een groot aantal van de lichtzwakke gele superreuzen. De meest lichtsterke gele ster, de gele hyperreus, is tevens een van de meest visueel lichtsterke sterren, met een absolute magnitude van zo'n -9, doch minder dan een miljoen L☉.
Er is een scherpe bovengrens voor de lichtkracht van een rode superreus op een half miljoen L☉. Het grootste deel van rode superreuzen begon op de hoofdreeks met een massa tussen 10 en 15 M☉ met een lichtkracht onder 100 000 L☉. Er zijn maar weinig type M sterren met de superreusclassificatie van Ia. De minst felle sterren die worden geclassificeerd als rode superreuzen zijn enkelen van de felste asymptotische reuzentak en post-asymptotische reuzentaksterren. Deze sterren zijn ontzettend aan het uitzetten geweest en vaak instabiel, met een lage massa zoals de RV Tauri veranderlijken. Het leeuwendeel van asymptotische reuzentaksterren krijgt een reuzenster- of felste reuzensterclassificatie. De minst stabiele sterren hiervan zoals W Virginis veranderlijken kunnen een superreusclassificatie krijgen. De minst felle rode superreuzen bezitten een absolute magnitude van -3.

### Veranderlijkheid

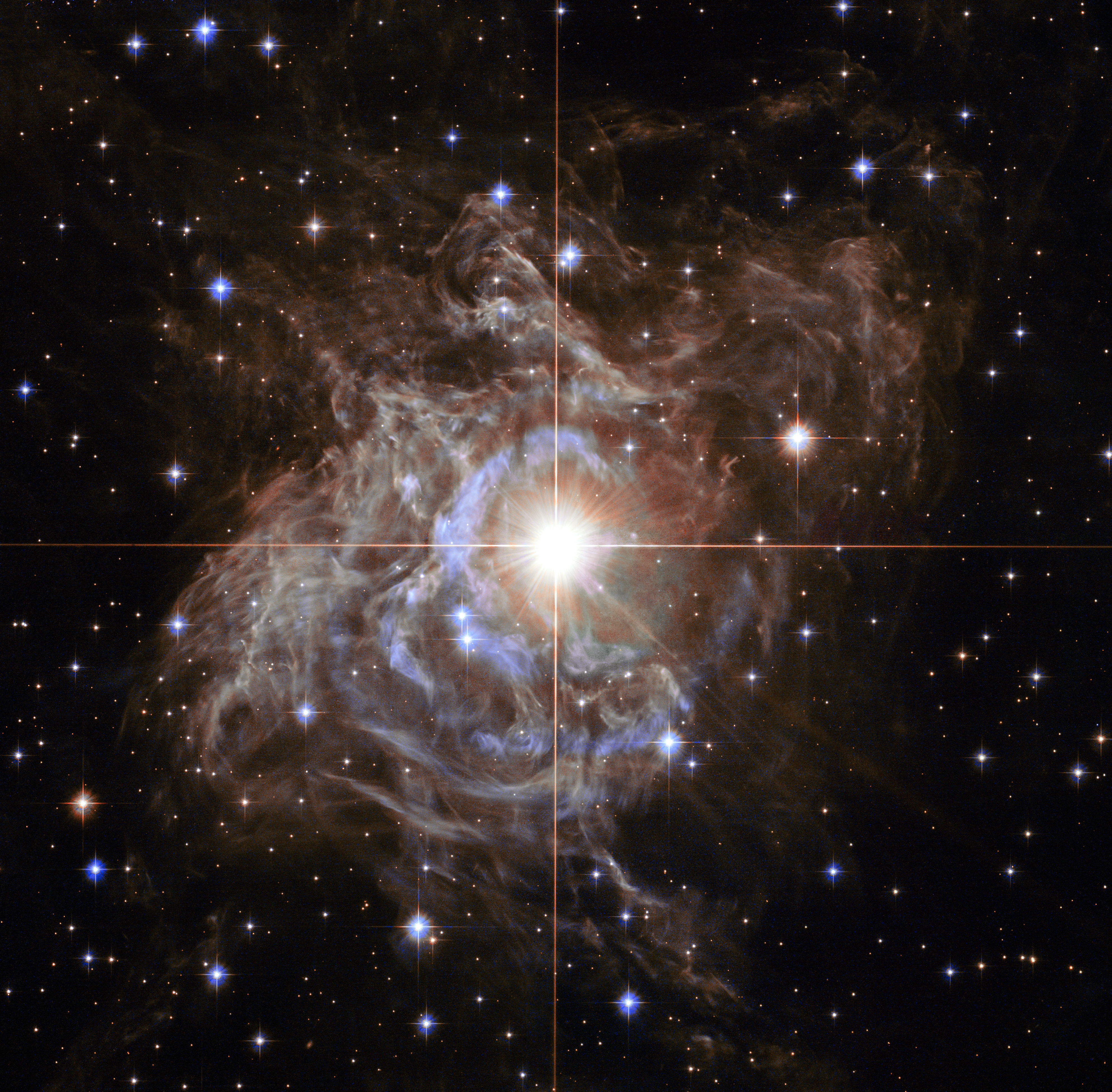
RS Puppis is een superreus en een klassieke Cepheïde-veranderlijke

Terwijl de meeste superreuzen zoals Alpha Cygni veranderlijken, semi reguliere veranderlijken en irreguliere veranderlijken een bepaalde mate van fotometrische veranderlijkheid vertonen, zijn andere vormen van veranderlijke sterren onder de superreuzen scherp gedefinieerd. De instabiliteitsstrip doorkruist de plaats van de superreuzen, waarbij specifiek veel van de gele superreuzen vaak klassieke Cepheïde-veranderlijken zijn. Hetzelfde gebied van instabiliteit is inclusief de nog fellere gele hyperreuzen, een extreem zeldzame vorm van felle superreus met een korte levensduur. Velen van de R Coronae Borealis veranderlijken, maar niet allemaal, zijn gele superreuzen, echter wordt deze veranderlijkheid veroorzaakt door de ongewone chemische opmaak en niet door fysieke instabiliteit.
Weer andere veranderlijke sterren die vaak worden aangeduid als superreus zijn de RV Tauri veranderlijken en de PV Telescopii veranderlijken. De RV Tau sterren worden vaak als spectraalklasse met een superreusclassificatie opgeschreven vanwege de lage oppervlaktezwaartekracht. Ze zijn een van de felste van de asymptotische en post-asymptotische sterren met een massa overeenkomstig met de zon. De nog zeldzamere PV Tel veranderlijken worden vaak als superreus geclassificeerd echter is de lichtkracht minder dan een superreus. Ze hebben een uitzonderlijke B[e] spectrum met een extreem waterstof tekort. Mogelijk zijn het ook post-asymptotische of herboren asymptotische sterren.
De lichtsterke blauwe veranderlijken (LBV's) zijn variabel met meerdere half reguliere perioden en minder voorspelbare uitbarstingen en reusachtige uitbarstingen. Het zijn meestal superreuzen of hyperreuzen, incidenteel ook met de spectra van een Wolf-Rayet—extreem felle, massieve, doorgeëvolueerde sterren met ver uitgezette steromhulsels. Ze zijn echter zo onderscheidend en ongewoon dat ze vaak als een aparte categorie worden beschouwd zonder een superreus duiding of een spectraalklasse van een superreus te krijgen. Vaak wordt het spectraaltype dan met 'LBV' omschreven omwille van de eigenaardige en sterk veranderlijke spectrale eigenschappen, met variërende temperaturen
van 8.000 K tijdens een uitbarsting tot 20.000 K of meer tijdens de rustige perioden.

### Chemische abundanties
De abundanties van verschillende elementen op het oppervlak van de superreus verschilt van minder lichtsterke sterren. Superreuzen zijn geëvolueerde sterren en kunnen een convectieproces ondergaan hebben waarbij de producten van kernfusie van het interieur naar de oppervlakte zijn getransporteerd.
De koelere superreuzen vertonen verhoogde waarden van helium en stikstof in het steroppervlak, vanwege de convectie van deze fusieproducten naar de oppervlakte tijdens de hoofdreeksfase van deze zeer massieve sterren, of tijdens de verschillende 'dredge-ups' tijdens de fusieprocessen in de schillen en tijdens het verlies van de buitenste lagen van een ster. Helium vormt zich in de kern en later de schil door het fusieproces van waterstof en stikstof, wat relatief tot koolstof en zuurstof accumuleert tijdens de CNO-cyclus. Tegelijkertijd worden de overschotten van zuurstof en koolstof gereduceerd. Rode superreuzen kunnen worden onderscheiden van felle doch minder massieve asymptotische reuzentaksterren vanwege de ongewone chemische samenstelling van het oppervlak; extra koolstof van diepe derde 'dredge-ups', maar ook koolstof-13, lithium en producten van het s-proces. Voor de asymptotische reuzentaksterren in de latere levensfasen geldt dat deze sterk zuurstof verrijkt kunnen zijn waarbij OH masers geproduceerd kunnen worden.
De hetere superreuzen vertonen verschillende niveaus van stikstofverrijking. Dit zou kunnen zijn vanwege de verschillen in het mengproces afhankelijk van de rotatie tijdens de hoofdreeksfase, of doordat sommige blauwe superreuzen vers van de hoofdreeks afkomen en andere zojuist door een rode superreusfase zijn gekomen. Sterren na de rode-superreusfase hebben doorgaans hogere hoeveelheden stikstof ten opzichte van koolstof door de convectie van verwerkte CNO-materie naar het oppervlak en het totale verlies van de buitenste lagen van de ster. De aanwezigheid van helium is ook groter in sterren na een rode-superreusfase, waarbij het meer dan 33% van de steratmosfeer uitmaakt.

## Evolutie
(Hoofdpagina: Sterevolutie)
Type O-sterren van de hoofdreeks, en de meest massieve van het type B-blauw-witte sterren, worden superreuzen. Vanwege hun extreme massa hebben ze een korte levensduur, tussen 30 miljoen jaar en een paar honderdduizend jaar. Ze worden hoofdzakelijk waargenomen in jongere galactische structuren zoals open sterrenhopen, de armen van spiraalvormige sterrenstelsels en onregelmatige sterrenstelsels. Ze komen zelden voor in elliptische sterrenstelsels of bolvormige sterrenhopen, die hoofdzakelijk uit oudere sterren bestaan.
Sterren ontwikkelen zich tot superreus nadat gigantische hoofdreekssterren het waterstof uit de kern hebben verbruikt, waarop ze beginnen uit te zetten in omvang, net als de lichtere sterren dat doen. In tegenstelling tot lichtere sterren is de overgang naar het fuseren van helium in de sterkern erg soepel, wat ook rap plaatsvindt nadat het waterstof op is. Dit betekent tevens dat ze in deze fase geen dramatische toename in lichtkracht kennen zoals de lichtere sterren en de voortgang in evolutie is een bijna horizontale verplaatsing op het HR-diagram naar een rode superreus. Deze rode superreuzen zijn in tegenstelling tot hun minder massieve varianten zwaar genoeg om zwaardere elementen dan helium tot kernfusie te laten komen, hierdoor blazen ze hun schillen en atmosferen ook niet weg in een planetaire nevel fase na de periode van fusie van waterstof en helium in de schil. In plaats daarvan gaan ze zwaardere elementen fuseren in de sterkern totdat ze ineenstorten. Ze kunnen niet genoeg massa kwijtraken om een witte dwerg te vormen maar laten een neutronenster of (theoretisch) een klein zwart gat achter na een supernova explosie.
De sterren die massiever zijn dan zo'n 40 zonsmassa kunnen niet uitzetten tot een rode superreus. Omdat deze te snel hun fusieproducten verbranden en hun buitenste lagen te snel verliezen, bereiken deze sterren de blauwe of wellicht gele hyperreus fase voordat ze terugvallen in nog hetere stervormen. De allermassiefste sterren van boven de 100 M wijken nauwelijks af van hun positie als type O hoofdreeksster. De convectie die plaatsvindt in deze hemellichamen is zo efficiënt dat ze het waterstof van het oppervlak makkelijk tot aan de kern vermengen. Het fusieproces van waterstof gaat net zo lang door totdat de totale hoeveelheid waterstof bijna compleet op is in deze sterren, wanneer een aantal rappe, hete fasen van sterevolutie in successie volgen als superreus en allerlei vormen van een Wolf-Rayetster. Men verwacht aan het einde van het leven een supernova, maar hoever deze sterren evolueren voordat dat plaatsvindt is nog onzeker.
De eerste sterren in het heelal worden veronderstelt aanzienlijk feller en massiever te zijn geweest dan de sterren van het moderne universum. Als onderdeel van deze getheoretiseerde populatie 3 sterren, zijn ze noodzakelijk om de observaties van chemisch elementen anders dan waterstof en helium in quasars te kunnen verklaren. Mogelijk groter en feller dan enig van de bekende superreuzen van vandaag, zou de interne structuur van zulke sterren ook heel anders geweest moeten zijn.

## Als bron van supernova
(Hoofdartikel: Supernova)
De meeste bronnen van de type 2-supernova worden verondersteld rode superreuzen te zijn, de minder frequentere type Ib/c-supernovae worden veroorzaakt door hetere Wolf-Rayetsterren die het waterstof uit de atmosfeer hebben verloren. Per definitie is een superreus gedoemd om aan een explosief einde te komen. Sterren die groot genoeg zijn om elementen zwaarder dan helium te fuseren hebben schijnbaar geen mogelijkheid om voldoende massa te verliezen om een catastrofale kernimplosie te kunnen voorkomen. Wel zijn er redenen om aan te nemen dat sommigen zonder een spoor na te laten in een zwart gat kunnen imploderen.
Het simpele "uienschil"-model waarin rode superreuzen onvermijdelijk een kern van ijzer ontwikkelen en dan exploderen is echter te simplistisch gebleken. De bron voor de ongebruikelijke type II, SN 1987A, was een blauwwitte superreus, waarvan men veronderstelt dat deze de rode superreus levensfase reeds had doorlopen. Men is er nu achter dat dit vaker voorkomt dan gedacht. Er wordt veel onderzoek gedaan hoe blauwe superreuzen als een supernova kunnen exploderen en hoe rode superreuzen ze kunnen overleven om weer hetere superreuzen te vormen.

## Welbekende voorbeelden
Superreuzen zijn zeldzame sterren met een korte levensduur, maar vanwege de uitzonderlijke felheid zijn er toch veel voorbeelden die met het blote oog te zien zijn. Inclusief enkele van de best zichtbare sterren aan de hemel: Rigel, de felste ster in het sterrenbeeld Orion is een doorsnee blauwwitte superreus; Deneb is de felste ster in het sterrenbeeld Zwaan, een witte superreus; Delta Cephei, het beroemde prototype voor de Cepheïde-veranderlijken, is een gele superreus; en Betelgeuze, Antares en UY Scuti zijn rode superreuzen. De Granaatster is een van de roodste sterren zichtbaar met het blote oog en is een van de grootste sterren van de Melkweg.